# مدار ۵۹ درجه جنوبی
مدار ۵۹ درجه جنوبی، دایره‌ای از عرض جغرافیایی است که در ۵۹ درجهٔ جنوبی خط استوا  قرار دارد.

## گذر از مناطق
از نصف‌النهار مبدأ شروع می‌شود و به سمت مشرق ۵۹ درجه جنوبی از موارد زیر گذر می‌کند:
| مختصات‌ها                                            | کشور، قلمرو یا دریا | توضیحات                                                                                        |
| --------------------------------------------------- | ------------------- | ---------------------------------------------------------------------------------------------- |
| ۵۹°۰′ جنوبی ۰°۰′ شرقی / ۵۹٫۰۰۰°جنوبی ۰٫۰۰۰°شرقی     | اقیانوس اطلس        |                                                                                                |
| ۵۹°۰′ جنوبی ۲۰°۰′ شرقی / ۵۹٫۰۰۰°جنوبی ۲۰٫۰۰۰°شرقی   | اقیانوس هند         |                                                                                                |
| ۵۹°۰′ جنوبی ۱۴۷°۰′ شرقی / ۵۹٫۰۰۰°جنوبی ۱۴۷٫۰۰۰°شرقی | اقیانوس آرام        |                                                                                                |
| ۵۹°۰′ جنوبی ۶۷°۱۶′ غربی / ۵۹٫۰۰۰°جنوبی ۶۷٫۲۶۷°غربی  | اقیانوس اطلس        | Passing just north of جزیره بریستول, جورجیای جنوبی و جزایر ساندویچ جنوبی (claimed by آرژانتین) |